# 笑琉門
『笑琉門』（しょうりゅうもん）は、琉球放送が制作、放送している特別番組である。

## 概要
- 琉球放送主催。「沖縄お笑いNo1.」を決めるイベントとして2012年に初開催。

### 参加資格
- プロ、アマ不問。所属会社は問わない。
- 沖縄県内在住者は、誰でもエントリー可能。
- 沖縄県外在住者は、1人でも沖縄県出身者がいればエントリー可能。
- 芸歴の制限なし
- 1組につき1～5名まで[1]

### 決勝戦
- 12月上旬に決勝大会が開催、テレビ収録が行われる。
- 予選を勝ち抜いた12組のファイナリストの得点上位3組が決勝進出。

### 優勝者に贈られる賞品
- 優勝トロフィー・優勝賞金30万円・海外旅行券。

### 歴代の優勝者
| 回 | 大会期間 | グループ名       | 予選通過順位 | 結成年 | 受賞当時の所属事務所 | 出場組数 |
| -- | -------- | ---------------- | ------------ | ------ | -------------------- | -------- |
| 1  | 2012年   | 初恋クロマニヨン |              |        | よしもと沖縄         | 76組     |

### 司会者・ゲスト
| 回 | 大会期間 | 司会者                    | 審査員                                                                                 |
| -- | -------- | ------------------------- | -------------------------------------------------------------------------------------- |
| 1  | 2012年   | ガレッジセール 小林真紀子 | 中尾彬・ハイヒールモモコ・藤木勇人・宮平貴子 西本武（「明石家電視台｣プロデューサー」） |

## 第1回（2012年）
- 2012年10月1日に公式サイトにて開催を告知、10月6日からエントリーを開始。
- 予選は多数の出場者を見込んで二日に分けて開催される予定であったが、出場が見込まれていたFECからのエントリーが無かった為12月8日にまとめて予選が開催された。
- 予選の結果、計12組が決勝大会へ進出した。

| 決勝ラウンド一回戦結果 | 決勝ラウンド一回戦結果          | 決勝ラウンド一回戦結果 | 決勝ラウンド一回戦結果 | 決勝ラウンド一回戦結果    | 決勝ラウンド一回戦結果 |
| 順位                   | コンビ・グループ名 （予選順位） | 出場当時の所属事務所   | 出番順                 | 公表点数 （審査員）       | 得点                   |
| ---------------------- | ------------------------------- | ---------------------- | ---------------------- | ------------------------- | ---------------------- |
| 1位                    | 初恋クロマニヨン （1位）        | よしもと沖縄           | 8番                    | 20点 （ハイヒールモモコ） | 94点                   |
| 2位                    | 浦添ウインドゥ （4位）          | よしもと沖縄           | 2番                    | 14点 （藤木勇人）         | 87点                   |
| 3位                    | 山猫ブラザーズ （9位）          | フリー                 | 3番                    | 20点 （中尾彬）           | 85点                   |
| 4位                    | じゅん選手 （11位）             | オリジン               | 4番                    | 18点 （ハイヒールモモコ） | 83点                   |
| 5位                    | 嘉陽真吾 （3位）                | オリジン               | 11番                   | 19点 （中尾彬）           | 82点                   |
| 6位                    | 鳩胸ブラザーズ （8位）          | フリー                 | 5番                    | 17点 （西本武）           | 82点                   |
| 7位                    | ノーブレーキ （7位）            | オリジン               | 1番                    | 18点 （宮平貴子）         | 81点                   |
| 8位                    | たまきアンドペー （2位）        | フリー                 | 10番                   | 18点 （宮平貴子）         | 79点                   |
| 9位                    | 330 （6位）                     | オリジン               | 12番                   | 16点 （ハイヒールモモコ） | 79点                   |
| 10位                   | ジャンクトップ （5位）          | オリジン               | 6番                    | 16点 （藤木勇人）         | 78点                   |
| 11位                   | カシスオレンジ （12位）         | フリー                 | 7番                    | 16点 （中尾彬）           | 78点                   |
| 12位                   | ココロッチ （10位）             | オリジン               | 9番                    | 16点 （西本武）           | 76点                   |
| 優勝決定戦結果         |                                 |                        |                        |                           |                        |
| ？位                   | 山猫ブラザーズ                  | フリー                 |                        |                           |                        |
| ？位                   | 浦添ウインドゥ                  | よしもと沖縄           |                        |                           |                        |
| 1位                    | 初恋クロマニヨン                | よしもと沖縄           |                        |                           |                        |

## 沖縄国際映画祭
- 2013年3月27日に開催された沖縄国際映画祭のビーチステージにおいて「笑琉門ステージ・沖縄芸人ベストネタショー」と銘打ったイベントが開催され、MCをガレッジセール、ゲストはブラックマヨネーズであった。初恋クロマニヨン、浦添ウインドゥ、ノーブレーキ、リップサービス、330、じゅん選手、空馬良樹、カシスオレンジ、いさお名ゴ支部、たまきアンドペー、ウリズン桜、オリオンリーグ、ストロベビー、ゴリラコーポレーションらが出演した。

## RBC市民フェスティバル
- 2013年10月13日に開催された那覇大綱引きまつりにおけるRBC市民フェスティバルのステージにおいて「笑琉門ステージ」が開催され、MCを宮城杏梨と浦添ウインドゥが務めた。浦添ウインドゥ、たまきアンドペー、カシスオレンジ、山猫ブラザーズ、初恋クロマニヨンらが出演した。